# Japanológia
Japán tanulmányok (olykor Japanológia Európa területén) a Kelet-Ázsiai tanulmányok részeként szerepet vállal a társadalomtudományi és humán kutatásokban Japánban. Ez olyan területeket foglal magában mint a japán nyelv, a kultúra, a történelem, az irodalom, a művészet, a zene és a tudománytörténet tanulmányozása, vizsgálata. Gyökerei visszavezethetőek a hollandokra Dejimaban, Nagasakiban az Edo-korban. Ernest Satow és Frederick Victor Dickins alapították meg 1872-ben Yokohamában a Japán Ázsiai Társaságot ami egy fontos mérföldkő volt a japán tanulmányok mint önálló tudományos diszciplína kialakulásában.

## Japán tanulmányi szervezetek, publikációk
Az Egyesült Államokban, a Japán Tanulmányok Társasága publikálja a  Japán Tanulmányok Lapja (JJS) folyóiratot 1974 óta. Ez egy féléves akadémiai lap mely Japán kutatásával foglalkozik az Egyesült Államokban. A JJS-t adományokkal támogatta a Japán Alapítvány, a Georgetown Egyetem, a University of Washington, valamint az alapítványokhoz csatlakozva a Kyocera Corporation mellett a Humán Tudományok Nemzeti Alapítványa.
A Brit Egyesület a Japán Tanulmányokért (BAJS) alapítvány egy egyesület, melyet elsősorban a Toshiba és a Japán Alapítvány szponzorál. A BAJS  egy tudományos folyóiratot is publikál Japan Forum címmel.
Európában, az Európai Szövetség a Japán Tanulmányokért (EAJS) is a Toshiba, illetve a Japán Alapítvány által finanszírozott. A szervezet háromévente konferenciákat tart Európa-szerte már 1973 óta. Egyéb japán tanulmányokkal foglalkozó tudományos folyóiratok közé tartozik még a Monumenta Nipponica angol nyelvű folyóirat és a Social Science Japan Journal, melyet az Oxford University Press publikál.
A Japán ösztöndíjak is azon szervezetek és publikációk hatáskörébe tartozik melyek az általánosabb területeivel foglalkoznak a Kelet-Ázsiai tanulmányoknak mint például az Ázsiai Tanulmányok Egyesülete vagy a Duke Egyetem kiadványa a Positions: Asia Critique.

## Jelentős japanológusok
- Ruth Benedict
- Basil Hall Kamarás
- Evandro Costa
- Carol Gluck
- Lafcadio Hearn
- Donald Keene
- Fosco Maraini
- Edwin O. Reischauer
- Ernest Mason Satow
- Edward Seidensticker
- Mike Takano
- Francis Xavier
- Szabó Mária
- Hidasi Judit

## Lásd még
- Ázsiai tanulmányok
- Kelet-Ázsiai tanulmányok
- Nemzetközi Kutatási Központ a Japán Tanulmányoknak
- Japán Akadémia
- Keleti tanulmányok

## Külső linkek
Média kapcsolódik a Japanology a Wikimédia Commons
- Elektronikus folyóirat kortárs Japán tanulmányok
- Az európai Szövetség a Japán Tanulmányok
- Képek a Japán a Nem-Japán Források

### Könyvtár útmutatók
- Japan Studies. Research & Subject Guides. Georgetown University LibraryKutatás Tárgya Útmutatók. Washington DC: Georgetown Egyetem Könyvtár.
- Harvard Library: Japanese Studies. Research Guides. Harvard University"Japán Tanulmányok". Kutatási Útmutatók. Cambridge, Massachusetts: Harvard Egyetemen.
- Japanese Studies Research Guide. LibGuides. Northwestern University LibraryLibGuides. Evanston, Illinois, USA: Northwestern Egyetem Könyvtár.
- Japan Studies. Library Subject Guides. Yale University LibraryKönyvtár Téma Az Útmutatók. USA: a Yale Egyetem Könyvtárában.